# Chris Van Dusen
Chris Van Dusen, född 17 mars 1960 i Portland, är en amerikansk TV-producent och manusförfattare. Han är skaparen av Familjen Bridgerton, och är även dess "show-runner" under seriens två första säsonger.

## Biografi
Van Dusen kommer ursprungligen från Maryland, men studerade vid Emory University innan han erhöll en magisterexamen i bildkonst vid University of Southern California. Mellan 2005−2012 arbetare han med Grey's Anatomy och var med i utvecklandet av Private Practice, dess spin-off. Han var även producent för ABC-serierna The Catch och Scandal.

## Filmografi
- Familjen Bridgerton (2020), verkställande producent
- Scandal (2012), med-verkställande producent
- The Catch (2016), producent
- Grey's Anatomy (2007), medproducent
- Private Practice (2007), medproducent
- Seattle Grace: Message of Hope (2010), producent
- Seattle Grace: On Call (2009), producent
- Grey's Anatomy: The Webisodes (2009), producent
- Grey's Anatomy: Come Rain or Shine (2007), assisterande producent
- Grey's Anatomy: Every Moment Counts (2007), assisterande producent